# Волковичское сельское поселение
Волковичское сельское поселение — упразднённое муниципальное образование в составе Рославльского района Смоленской области России.
Административный центр — деревня Волковичи.
Образовано Законом Смоленской области от 28 декабря 2004 года. Упразднено Законом Смоленской области от 20 декабря 2018 года с включением к 1 января 2019 года всех входивших в его состав населённых пунктов в Перенское сельское поселение.

## Географические данные
- Общая площадь: 30,61 км²
- Расположение:  центральная часть Рославльского района
- Граничит:
  - на северо-востоке — с Любовским сельским поселением
  - на юго-западе — с Пригорьевским сельским поселением
  - на юге — с Жарынским сельским поселением
  - на юго-западе — с  Липовским сельским поселением
  - на западе — с  Перенским сельским поселением
  - на северо-западе — с Кирилловским сельским поселением
- Крупные реки: Остёр, Навля,  Вороница.
- По территории поселения проходят железные дороги Рославль — Брянск, имеется станция Липовская; Рославль — Фаянсовая, имеются станции: О.п. 6-й км, Азобичи, О.п. 14-й км.

## Население
| 2011 | 2012 | 2013 | 2014 | 2015 | 2016 | 2017 |
| ---- | ---- | ---- | ---- | ---- | ---- | ---- |
| 410  | ↘400 | ↘387 | ↘385 | ↗401 | ↗412 | ↘401 |
| 2018 | 2019 |      |      |      |      |      |
| ↘386 | ↘353 |      |      |      |      |      |

## Населённые пункты
На территории поселения находились 9 населённых пунктов.
- Волковичи, деревня
- Большие Азобичи, деревня
- Вороны, деревня
- Казарма 6 км, станция
- Карпики, деревня
- Липовская, станция
- Малые Азобичи, деревня
- Подруднянский, деревня
- Ржавец, деревня

## Экономика
Сельхозпредприятия, магазины.